# Helen Engelstad
Helen Engelstad, född Wright 1908 i Helsingör, död 1989, var en norsk konsthistoriker och pedagog, gift med arkeologen och historikern Eivind Engelstad.
Engelstad var konservator vid Stavanger Museums kulturhistoriska avdelning och ledde museet på Ledaal 1946–1947. Därefter var hon åren 1947–1976 rektor för Statens lærerskole i forming i Oslo. Hon gav ut ett flertal böcker om textilhistoria, kulturhistoria och brukskonst, bland annat Messeklær og alterskrud (1941), Norske ryer (1942), Refil, bunad, tjeld (1952) och Dobbeltvev i Norge (1958).